# Port Hueneme
Port Hueneme é uma cidade localizada no estado americano da Califórnia, no condado de Ventura. Foi incorporada em 24 de março de 1948.

## Geografia
De acordo com o United States Census Bureau, a cidade tem uma área de 12,1 km², onde 11,5 km² estão cobertos por terra e 0,6 km² por água.

### Localidades na vizinhança
O diagrama seguinte representa as localidades num raio de 24 km ao redor de Port Hueneme.

## Demografia
Segundo o censo nacional de 2010, a sua população é de 21 723 habitantes e sua densidade populacional é de 1 884,79 hab/km². Possui 8 131 residências, que resulta em uma densidade de 705,48 residências/km².